# Элегантный готический аристократ

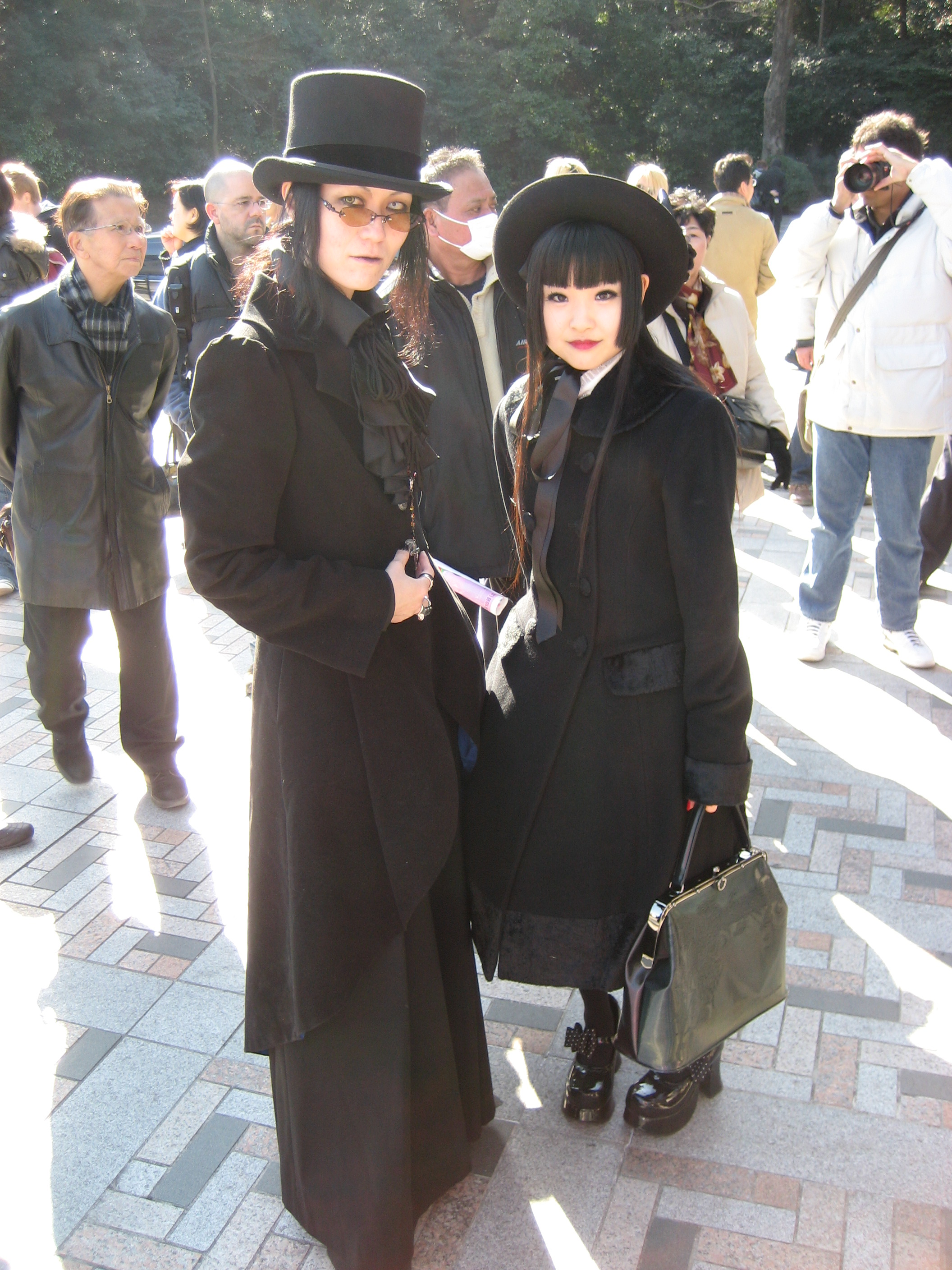
Готический аристократ вместе с готик лолитой

Элегантный готический аристократ или Goshikku Kei (англ. Elegant Gothic Aristocrat, EGA) вместе с Элегантной Готической Лолитой (EGL) является частью японской готической моды. Термин «Изящный готический аристократ» был первоначально придуман Мана, модельером и одним из самых известных японских гитаристов, и изначально использовался для именования его моделей одежды в магазине Moi-même-Moitié. EGA получил широкое распространение в Японии 1990-х, наравне с Visual Kei и его подвидом Коте.
В конечном счёте, стиль стал более доступным, когда ведущие магазины начали продавать одежду в стиле EGA. В наше время этому стилю в одежде часто следуют фанаты Visual kei, радикального готического направления и музыканты таких групп как Versailles, Lareine, GPKism и люди, принадлежащие к готической субкультуре.

## Стиль
Стиль подражает романтическому восприятию мужской моды XVII—XVIII веков в высших слоях Европы, с акцентом на элегантность и манерность в поведении. Часто используются элементы ретро такие как: классический костюм (времён викторианской эпохи), цилиндр, рубашки с жабо, длинные плащи дорогого покроя и т. д. Во внешности же носящего часто преобладают длинные волосы и обилие косметики. От готической моды стиль перенял такие символы как кожаные штаны, символ анх и некоторые другие элементы готической субкультуры.

## Виды
Так же бывают другие разновидности стиля Аристократ:
- Эротический (Ero) аристократ: Преобладание элементов акцентирующих внимание на андрогинном идеале красоты, и меньшее влияние готической моды.
- Сладкий аристократ: Противоположный готическому аристократу образ, если EGA в основном базируется на «взрослых» элементах одежды, то это направление больше акцентируется на подростковом варианте аристократической моды, с преобладанием радостных и ярких цветов.